# Zemo Achabeti
Zemo Achabeti (en georgiano: ზემო აჩაბეთი) o Uallag Atsabet (en osetio: Уæллаг Ацабет) es un pueblo que pertenece a la parcialmente reconocida República de Osetia del Sur, parte del distrito de Tsjinval, aunque de iure pertenece al municipio de Kurta de la región de Iberia Interior de Georgia.

## Geografía
Zemo Achabeti se encuentra en el lado derecho del río Gran Liajvi, a 4 km de Tsjinvali. 

## Historia
Desde 1469, la aldea de Achabeti se menciona como la residencia de los Machabeli, quienes eran la guardia real y gobernaban casi todo el valle del Liajvi.
De 1922 a 1990, formó parte del distrito de Tsjinval del óblast autónomo de Osetia del Sur. De 1990 a 2006, formó parte del raión de Kareli y, desde 2006, forma parte del municipio de Kurta. 
Kvemo y Zemo Achabeti quedaron arrasados por la guerra ruso-georgiana. Fue primero bombardeada, luego incendiada y, finalmente, según testigos presenciales, completamente destruida con equipo especial y arrasada.

## Demografía
La evolución demográfica de Zemo Achabeti entre 1907 y 2002 fue la siguiente:
| 250                                                      | 248 | 262 | 283 | 308 | 392 | 466 | 530 | 601 | 860 |
| (Fuente: Population of South Ossetia since Soviet times) |     |     |     |     |     |     |     |     |     |

Según el censo soviético de 1959, la mayoría de la población local eran georgianos.  En el censo ruso de 1916 y el soviético de 1989, la composición étnica del pueblo era la siguiente:
|              | 1916      | 1916       | 1989      | 1989       | 2002      | 2002       |
| Grupo étnico | Población | Porcentaje | Población | Porcentaje | Población | Porcentaje |
| ------------ | --------- | ---------- | --------- | ---------- | --------- | ---------- |
| Georgianos   | 216       | 82%        | 565       | 94%        | 817       | 95%        |
| Osetios      | 46        | 18%        | 36        | 6%         | 43        | 5%         |
| Total        | 262       | 100%       | 601       | 100%       | 860       | 100%       |

## Infraestrucctura

### Arquitectura, monumentos y lugares de interés
En el pueblo están la fortaleza de Achabeti y las iglesias de San Eustaquio y San Kvirike. A un kilómetro de la iglesia de Eustaquio, en una colina en dirección al monasterio de Tiri, se encuentran las ruinas del antiguo monasterio de San Jorge de Abo.